# Antenor Pamphilo dos Santos
Antenor Pamphilo dos Santos (Salvador, 1 de julho de 1895 - Curitiba, 9 de fevereiro de 1967) foi um professor, médico e político brasileiro.

## Biografia

### Início da vida e carreira acadêmica
Nasceu na capital Salvador, Bahia, em 1 de julho de 1895, onde começou a trabalhar como agente comunitário de saúde e de combate às endemias. Se mudou para Curitiba, e em 1920, aprova em um concurso público da prefeitura como auxiliar do serviço sanitário. Enquanto trabalhava, se formou em 1921 no curso superior de Farmácia na antiga Universidade do Paraná, estando apto para lecionar as disciplinas de física e química do curso ginasial no Colégio Novo Atheneu. No curso de Farmácia, em 1926, assumiu o cátedra de Química Toxicológica e Bromatológica, formando-se dois anos depois na Faculdade de Medicina da mesma instituição.
No curso de Medicina, assumiu a cátedra de Química Geral e Mineral em 1929, e em 1937, no mesmo curso, titulou-se imérito na disciplina de Química Biológica até sua aposentadoria, em 1965. Sua atuação na universidade e na sociedade de medicina foi vasta, participando do Conselho Universitário da Universidade do Paraná de 1955 a 1961, dirigiu a Faculdade de Medicina de 1956 a 1963 proporcionando o Hospital de Clínicas da Universidade Federal do Paraná em 1960. Foi diretor e vice-presidente da Associação de Professores da Universidade Federal do Paraná entre 1965 e 1966. Santos pediu licença das funções de professor da Faculdade de Medicina para dedicar-se ao serivço público no estado do Paraná em 1943.
De forma voluntária, exercia suas profissionalização para o ensino básico parananense. Participava como membro da banca de exame de História Natural do Ginásio Paranaense, ajudando a selecionar futuros discentes do colégio. Atuou, também, como professor no curso preparatório do Gymnasio Brasileiro localizado, assim como professor de Química para o curso preparatório do exame vestibular de medicina do Colegio Iguassu, todos em Curitiba.

### Carreira política
Antes mesmo do pedido de afastamento da carreira de professor, em 1943, Santos assumiu a posição de médico sanitarista da Diretoria Geral da Saúde do Paraná, chefiando o Laboratório de Bromatologia e Análises Clínicas em 1930. Frente a notoriedade da sua atuação, assumiu o cargo público de Diretor Geral da Saúde Pública do estado do Paraná entre os anos de 1932 a 1934, Diretor Geral do Departamento de Saúde em 1939 e 1941 e Diretor Geral de Educação em 1944, todos em gestão no governo do interventor federal Manuel Ribas. Em 1946, foi direcionado para a Secretaria de Saúde e Assistência Social, onde virou diretor da Divisão de Proteção Social do Departamento Estadual da Criança (DEC) ao lado de Domício Costa e do diretor geral Pio Taborda Veiga até 1952.
Em eleições, tornou-se vereador da cidade de Curitiba pela primeira vez no mandato de 1947 e 1950 com 668 votos, elegendo-se pela segunda vez em 1956-1958 com 859 votos, ambas candidaturas pelo Partido Social Democrático (PSD). No mandato de 1957, pediu licença da função de vereador para assumir o cargo administrativo da Secretaria de Educação e Cultura, na gestão de Moisés Lupion, bem como secretário da Saúde em 1960. Nos 1950 e 1958, candidatou-se deputado estadual novamente pelo PSD, porém não se elegeu em nenhum dos pleitos. Organizou-se como membro da unidade do movimento negro União dos Homens de Cor (UHC) e nas mais diversas associações médicas do estado.

## Teses acadêmicas
- "Teoria dos envenenamentos", defendida na finalização do curso de Medicina da Universidade do Paraná em 1928.[1]
- "Estrutura dos corpos cristalizados" e "O hidrogênio atômico e molecular", defendidas para assumir a cátedra de Química Geral e Mineral do curso de Medicina da Universidade do Paraná em 1929.[1]